# Exomalopsis notabilis
Exomalopsis notabilis är en biart som beskrevs av Timberlake 1980. Exomalopsis notabilis ingår i släktet Exomalopsis och familjen långtungebin. Inga underarter finns listade i Catalogue of Life.